# 中间报
《中间报》（阿拉伯语：‎，转写：Al-Wasat或Alwasat），是一份巴林的阿拉伯文报纸，每日出刊。《中间报》创刊于2002年9月7日，即巴林国王哈迈德·本·伊萨·本·萨勒曼·阿勒哈利法推行改革之后。创刊前，巴林仅有两份阿拉伯文报纸，即《海湾消息报》和《天天报》，外界认为这两份报纸均持亲政府立场。